# Frank Snowsell
Frank Snowsell (15 mai 1908-16 août 2003) est un homme politique canadien de la Colombie-Britannique. Il est député provincial social-démocrate de Saanich de 1952 à 1953.

## Biographie
Né à Cirencester dans le Gloucestershire en Angleterre, Snowsell s'établit au Canada avec sa famille et étudie à l'Université de la Colombie-Britannique.
Il travaille pour l'Aviation royale canadienne dans la division du renseignement en Allemagne et au Danemark pendant la Seconde Guerre mondiale.
Après la politique, il retourne à l'enseignement et est élu président du NPD provincial en 1965. Il se présente sans succès comme candidat néo-démocrate dans la circonscription fédérale de Capilano en 1968.
En 1985, il publie Road to ruin: the path of the United States foreign policy, 1945-1984.
Snowsell meurt à Kelowna en août 2003 à l'âge de 95 ans,.